# Зеленушка (рыба)
Зеленушка, или рулёна, или лапина (лат. Symphodus tinca) — морская лучепёрая рыба из семейства губановых (Labridae) отряда окунеобразных. Вид распространён в Восточной Атлантике от Испании до Марокко, включая Средиземное и Чёрное моря. Достигает максимальной длины 44,0 см. Обитает на глубине от 1 до 50 м.

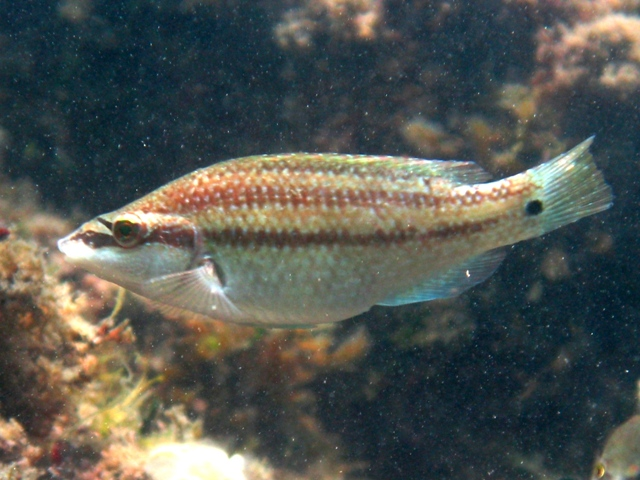
Самка зеленушки, север Адриатического моря